# Kroumovgrad
Kroumovgrad (en bulgare Крумовград, en turc Koşukavak) est une ville située dans le sud de la Bulgarie.

## Géographie

### Géographie physique
Kroumovgrad est situé dans le sud de la Bulgarie, à 285 km au sud-est de la capitale Sofia. La ville est sise dans la partie orientale du massif des Rhodopes, dans une région de collines, dans la vallée de la rivière Kroumovica. La rivière se jette 20 km plus loin dans la rivière Arda, entre les lacs artificiels de Stoudén Kladénéts et d'Ivaïlovgrad. La colline Ada Tepe (475 m) possède d'importantes ressources en or qui ont été exploitées des l'âge de bronze.

### Géographie humaine
La majorité de la population est constituée de turcs auxquels s'ajoutent des bulgares islamisés et des chrétiens orthodoxes. La forte présence de l'islam s'exprime politiquement par la place dominante du Mouvement des droits et libertés, qui représente en Bulgarie la minorité turque et plus généralement musulmane.
| 1946  | 1956  | 1965  | 1975  | 1985  | 1992  | 2001  | 2005  | 2010  |
| ----- | ----- | ----- | ----- | ----- | ----- | ----- | ----- | ----- |
| 1 514 | 2 230 | 3 627 | 5 223 | 6 620 | 5 286 | 5 239 | 5 196 | 4 861 |

La ville est le chef-lieu de la commune de Kroumovgrad, qui fait partie de la région de Kardjali.

## Histoire
Précédemment appelée Koşukavak, le nom turc de la ville a été remplacé, en 1934, par un nom bulgare qui fait référence au khan Kroum.

## Économie

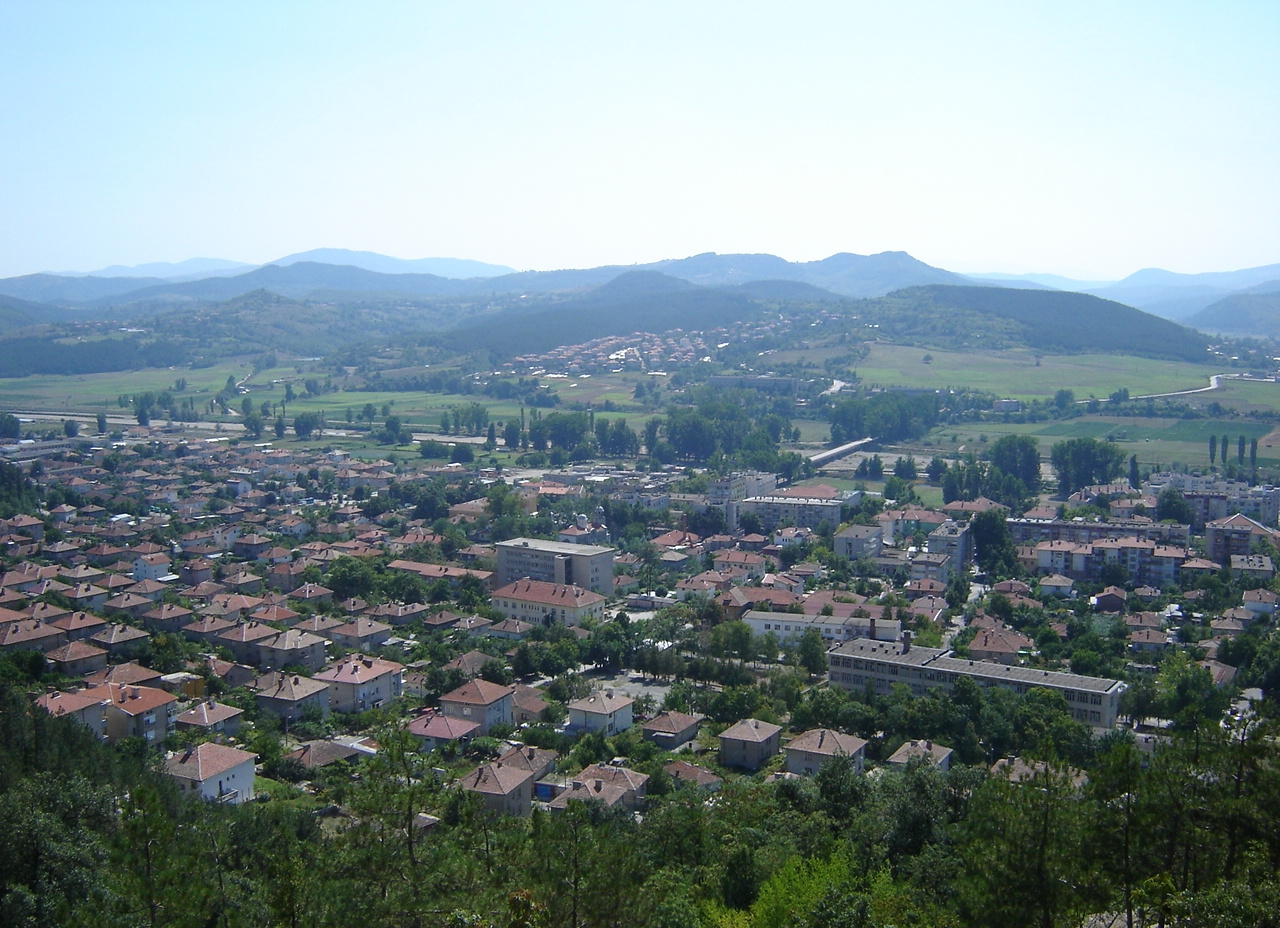
Vue de la colline.

La région conjugue une agriculture (principalement du tabac) développée - grâce à un climat favorable - et quelques industries.

### Manifestations

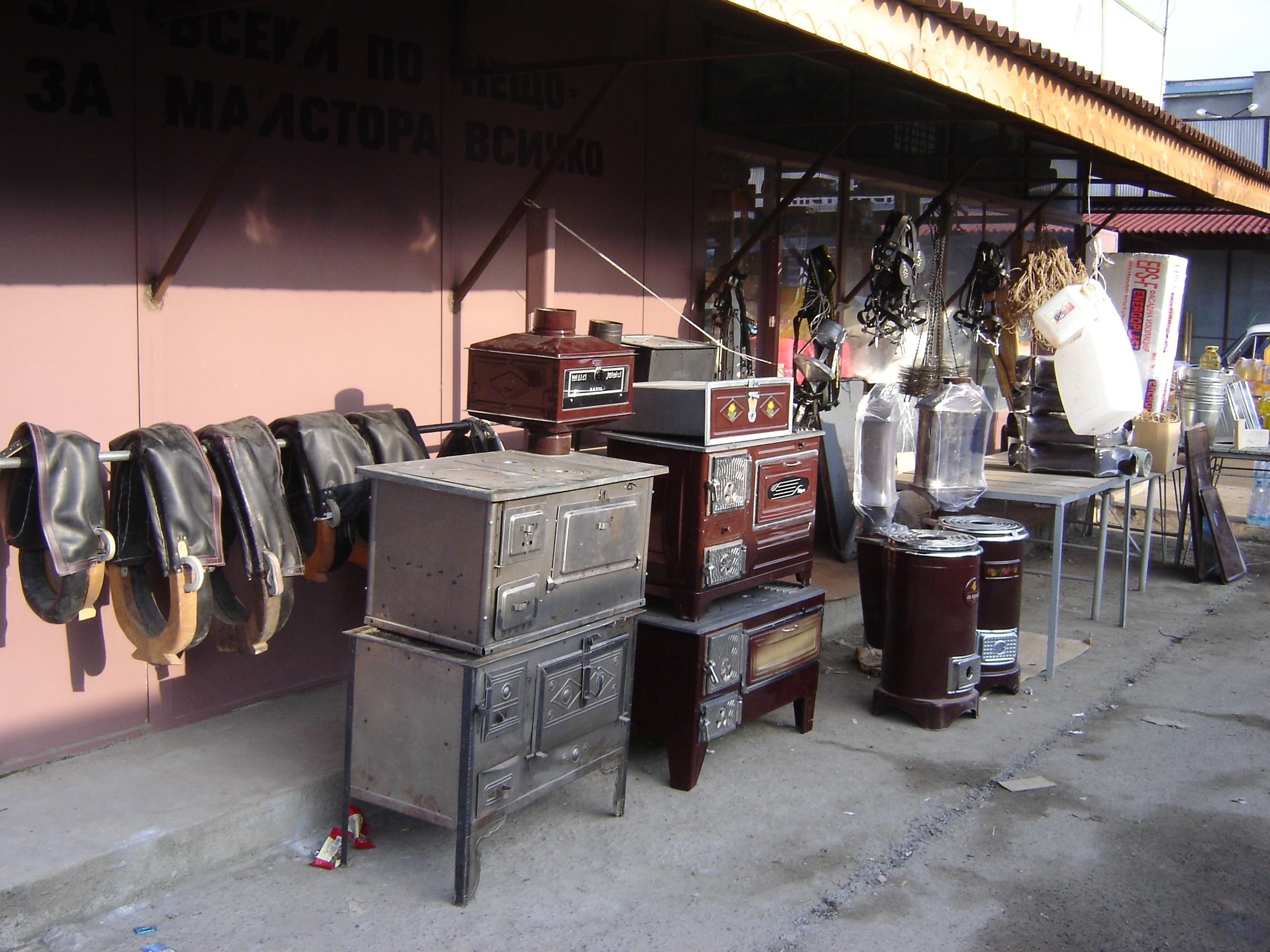
Sur le marché.

## Galerie

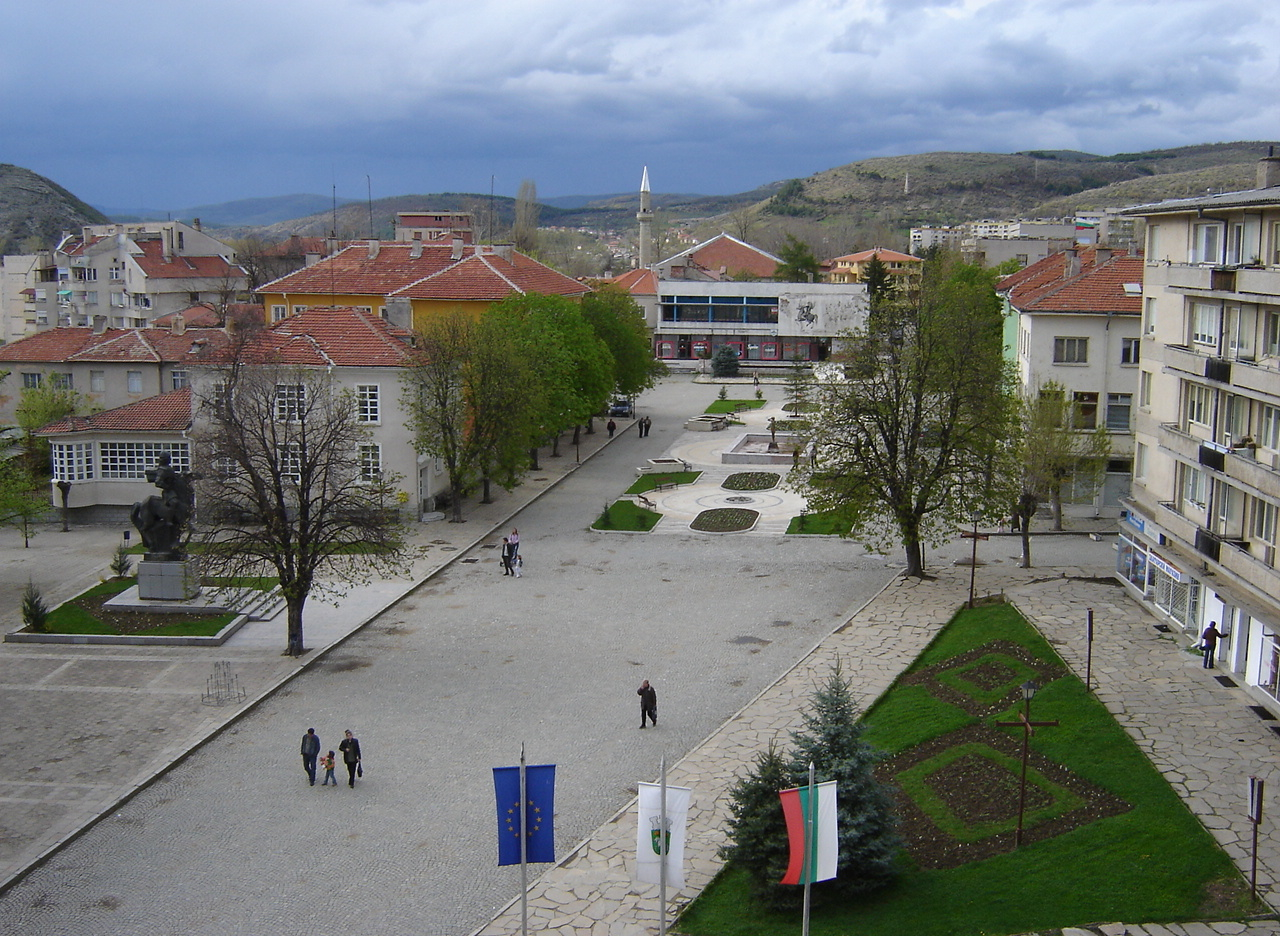
Le centre de Kroumovgrad